# Egialea
Egialea (en grec antic Αἰγιάλεια), segons la mitologia grega, va ser una filla d'Adrast, rei d'Argos i d'Amfítea.
Es va casar amb Diomedes, rei d'Argos, però aviat el seu marit la va deixar per lluitar, primer contra Tebes i després contra Troia. Durant molt de temps ella li va ser fidel, però després l'enganyà amb diversos herois, el darrer dels quals va ser Cometes, fill d'Estènel.
Com a explicació del seu comportament, de vegades es diu que Afrodita, ferida per Diomedes en una lluita davant de Troia, es va voler venjar inspirant en Egialea unes passions que ella no podia dominar. Altres fonts atribueixen el seu canvi d'actitud a calúmnies explicades per Naupli, pare de Palamedes, a qui els grecs havien lapidat per les insídies d'Odisseu. Per venjar-se dels cabdills grecs, Naupli va anar de ciutat en ciutat explicant a les dones dels herois que els seus marits les enganyaven i que volien portar de Troia concubines per a substituir les seves esposes.
Quan Diomedes va tornar de Troia va haver d'evitar les emboscades que li havien preparat Egialea i Cometes i va fugir a Hespèria, vora les columnes d'Hèrcules, o cap a Itàlia, on va ser acollit per Daune.